# Фридрих Кристиан (Шаумбург-Липе)
Фридрих Кристиан фон Шаумбург-Липе (на немски: Friedrich Christian zur Lippe-Schaumburg; * 26 август 1655 в Бюкебург; † 13 юни 1728 в Бюкебург) от фамилията Липе е граф на Шаумбург-Липе от 1681 до 1728 г., основател на старата линия на дома Шаумбург-Липе.
Фридрих Кристиан е син на граф Филип I фон Шаумбург-Липе (1601 – 1681) и съпругата му ландграфиня София фон Хесен-Касел (1615 – 1670), дъщеря на ландграф Мориц фон Хесен-Касел и втората му съпруга Юлиана фон Насау-Диленбург. 

## Фамилия
Фридрих Кристиан се жени на 4 януари 1691 г. в Лангенбург за графиня Йохана София фон Хоенлое-Лангенбург (* 16 декември 1673; † 18 август 1743), дъщеря на граф Хайнрих Фридрих фон Хоенлое-Лангенбург (1625 – 1699) и втората му съпруга графиня Юлиана Доротея фон Кастел-Ремлинген (1640 – 1706). През 1723 г. те се развеждат. Техни деца са: 
- Фридрих Август (1693 – 1694)
- Вилхелм Лудвиг (1695 – 1695)
- София Шарлота (1696 – 1697)
- Филип (1697 – 1698)
- Албрехт Волфганг (1699 – 1748), граф на Шаумбург-Липе, женен 1721 г. в Лондон за графиня Маргарета Гертруд фон Оейнхаузен (1701 – 1726) и 1730 г. за принцеса Шарлота Фридерика фон Насау-Зиген (1702 – 1785)
- Фридрих Лудвиг (1702 – 1776)

На 3 декември 1725 г. Фридрих Кристиан се жени в Бриксен (Южен Тирол) за своята любовница Мария Анна Виктория фон Гал (* 1704; † 29 юли 1760), дъщеря на барон Йохан Михаел фон Гал и съпругата му Мария Анна фон Енценбург. Бракът е бездетен.